# Liophaena oahuensis
Liophaena oahuensis är en skalbaggsart som beskrevs av Sharp 1908. Liophaena oahuensis ingår i släktet Liophaena och familjen kortvingar. Inga underarter finns listade i Catalogue of Life.